# Cemevi
Cemevi (du turc cem [djem], « assemblée », et ev, « maison ») est le nom donné au lieu de culte des alevis, en Turquie et par extension dans la diaspora alévie. Le mot signifie littéralement « maison du cem (assemblée) »  
Toutefois, le bâtiment n'est pas destiné à recevoir uniquement un cem. En effet, il accueille aussi la communauté ou le conseil communautaire, qui s'y réunissent pour discuter des problèmes, régler les différends et transmettre les traditions et les enseignements alévis.

## Étymologie
Le mot cemevi vient lui-même de l'arabe (ar) جَمْع, djam, « rassemblement, réunion ». Il désigne donc la maison du cem, c'est-à-dire du rassemblement, le mot cem désignant la principale cérémonie religieuses alévie. Toutefois, il est délicat de donner une traduction précise du terme dans la mesure où le cemevi remplit différentes fonctions culturelles, et que les mot cem et ev sont polysémiques. Mais on y trouve bien l'idée de lieu pour le rassemblement et aussi le service.

## Lecem

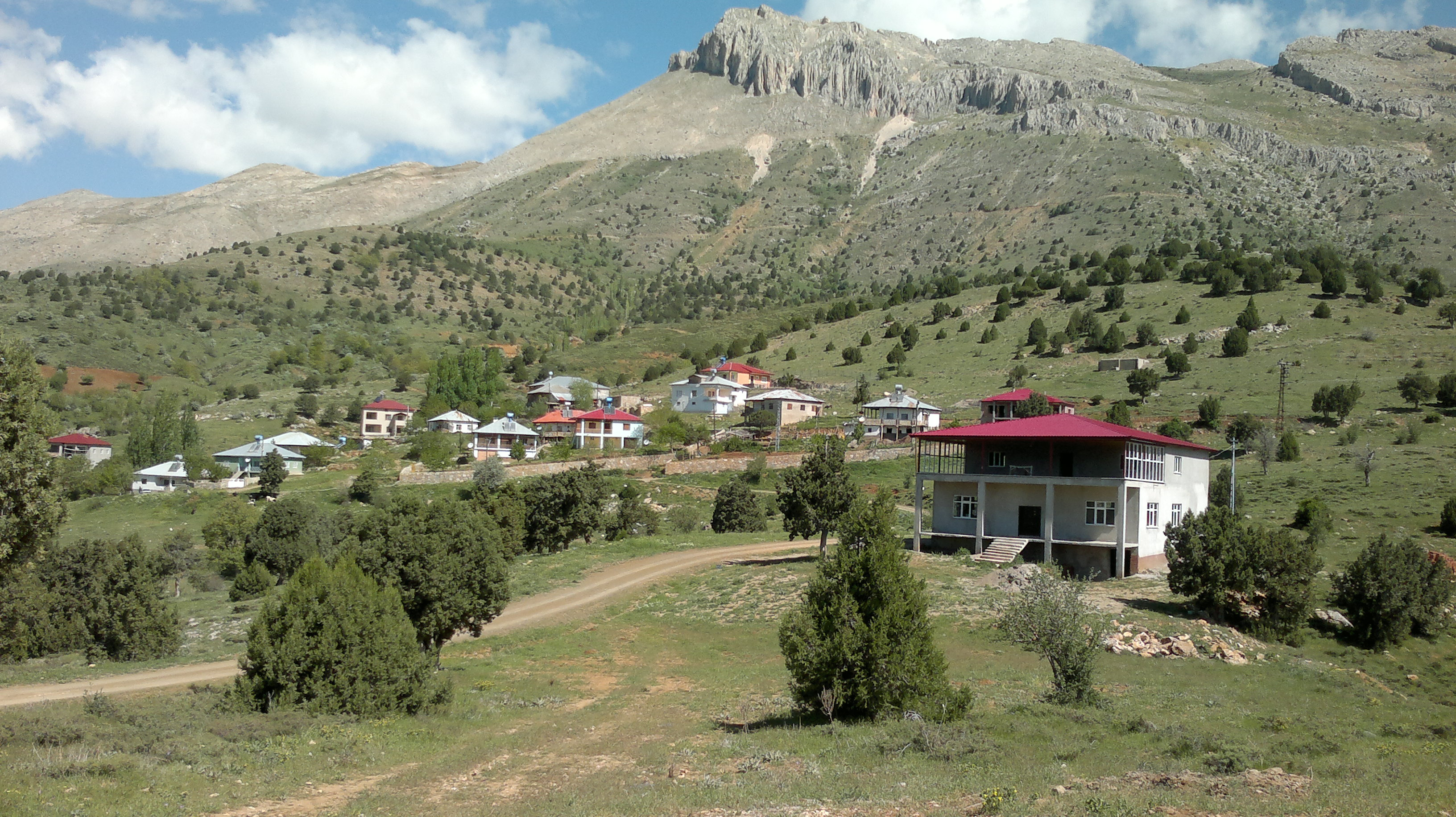
Le village de Kepez, en Anatolie, avec son cemevi au premier plan.

Pour comprendre l'histoire et la fonction des cemevi, il est utile de passer par un rappel historique. Initialement, le cem était une assemblée annuelle de plusieurs jours, durant laquelle le groupe qui l'organisait discutait des problèmes sociaux et économiques qui le concernaient, avant de pratiquer d'importants rituels religieux (enseignements, distribution de nourriture, hymnes, danses sacrées du semah (cf. le sama'). Les gens des environs venaient fréquemment à un cem pour partager un repas collectif, les participants apportant de la nourriture qu'ils distribuaient ensuite pendant le repas commun.  
D'ailleurs, certaines de ces coutumes sont encore vivantes aujourd'hui, et hommes et femmes mènent ensemble les activités et les rites du cem.
Ces cem se tenaient souvent en plein air et non pas dans un lieu destiné aux cérémonies. Cela s'explique par les persécutions qu'ont connues les Alévis au cours de leur histoire, qui les poussèrent à se réunir en des lieux cachés et tenus secrets. Ainsi, contrairement aux religions établies comme le christianisme, le judaïsme ou l'islam, les Alévis n'avaient pas de bâtiment spécifique pour leurs cérémonies. Et jusque dans les années 1950, on ne trouvait pas de cemevi dans les villages d'Anatolie où vivaient des communautés alévies. Toutefois, les réunions et les rassemblements se tenaient dans des bâtiments comme des étables, des granges ou une pièce de la plus grande maison du village. À chaque fois, on aménageait l'espace en vue de la tenue du cem.

## Lecemevi

### Des campagnes aux villes

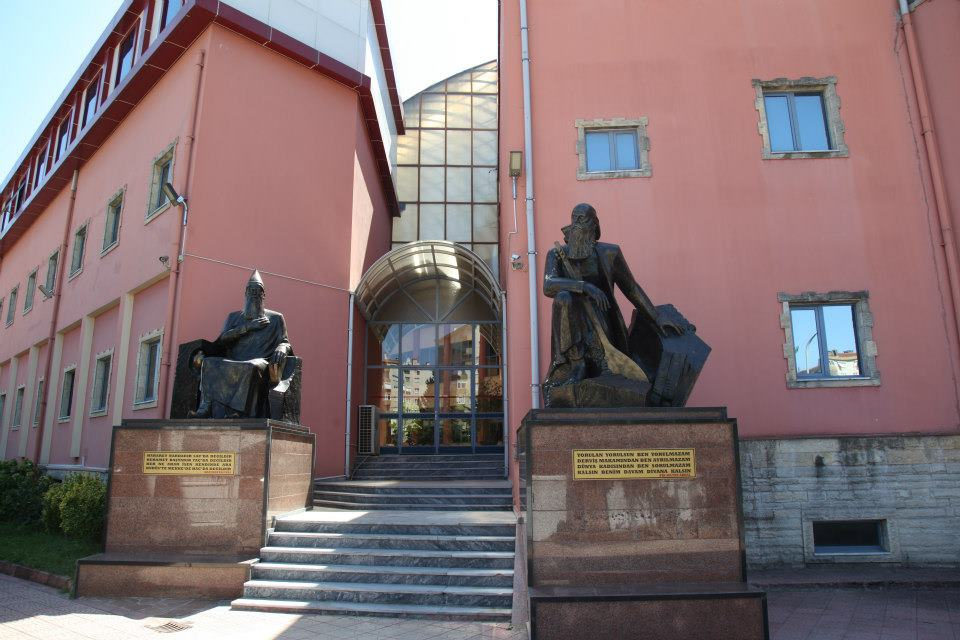
Entrée du ', à Istanbul, bâti dans les années 1980.

On appelle donc cemevi les espaces réservés au rituel alévi. Toutefois, ces espaces ne sont pas équivalents aux mosquées — et d'ailleurs les Alévis évitent de prier dans les mosquées, tout comme ils ne se tournent pas vers la Mecque (qibla), et on peut dire qu'il n'y a pas, sur le plan architectural, d'élément formel indispensable à la liturgie.    
D'autre part, les pressions du gouvernement ottoman ont amené les Alévis à voir les mosquées comme des symboles des persécutions qu'ils subissaient. Et à mesure que l'architecture ottomane se faisait plus présente et fonctionnait comme un marqueur de l'islam sunnite, les Alévis cachaient leurs pratiques cultuelles, utilisant en priorité des structures vernaculaires, si bien que, note le chercheur Ali Yaman, les cemevis existent depuis plusieurs siècles
Ainsi, l'architecture alévie, et les cemevis en particulier, incarne la relation forte entre communauté, comportement cérémoniel et espace architectural. Cela se traduit par l'utilisation fréquente, dans les villages, de maisons ordinaires, à la fois pour les cérémonies et les activités ordinaires de la communauté.    
Mais à partir des années 1980-1990, l'alévisme étant beaucoup plus présent dans l'espace public, on voit apparaître dans toute la Turquie des lieux de réunion permanents dans des bâtiments qui reçoivent le nom de cemevi,. Ces bâtiments répondent à un besoin croissant de lieux dans lesquels les communautés alévies en milieu urbain peuvent se rassembler, transmettre leurs enseignements, célébrer les funérailles. Aujourd'hui, il existe des centaines de cemevis en Turquie (A. Yaman en recensait plus d'une quarantaine pour la seule ville d'Istanbul en 2006), même s'ils n'ont souvent pas de statut légal et ne sont donc pas reconnus par l'État turc comme des lieux de culte.     

### Structure du cemevi
La structure d'un cemevi, avec ses caractéristiques et les rites qu'on y pratique, doit beaucoup à la confrérie soufie des Bektashi (avec laquelle l'alévisme est historiquement très lié), transmise au sein de divers courants historiques de la culture alévie de Turquie. L'urbanisation de nombreux Alévis a également entraîné des changements dans la conception du cem. Dans les grandes villes de Turquie, les cemevi sont aujourd'hui des bâtiments multifonctionnels où se déroulent un large éventail d'activités culturelles.    
Il n'y a pas vraiment de vocabulaire architectural symbolique imposé dans les cemevis. Les intérieurs des cemevi contemporains tendent à être sobrement décorés, seulement avec des panneaux calligraphiés et des sols en parquet qui présentent des motifs incrustés. L'accent est en effet mis sur le meydan, le sol de la salle de cérémonie, ainsi que le siège d'honneur réservé au Dede, le guide spirituel qui conduit la cérémonie, et aux sièges des musiciens. Ce sol est important parce qu'on y pratique a danse rituelle du semah. Celle-ci nécessite en outre un axe autour duquel pivoter, et dans certains cemevi, cet axe est matérialisé dans une colonne placée au centre d'une salle circulaire, qui devient donc bâtie sur un plan centré,.                

### L'État turc et lescemevis
Ce caractère multifonctionnel vient aussi du fait que l'État turc reste méfiant face à l'alévisme. Aux yeux des autorités, la Turquie est un pays avec une seule religion, l'islam sunnite — alors que l'alévisme est le plus souvent vu comme un des courants qui intègre des éléments chiites, ce qui le met au nombre de « ceux qui exagèrent » (en arabe, les ghulāt). Dans ces conditions, les autorités ne voient pas la nécessité pour les Alévis d'avoir des lieux spécifiques pour leurs cérémonies religieuses (sous-entendu: ils peuvent prier dans les mosquées). Les Alévis se heurtent donc souvent à des difficultés lorsqu'ils veulent bâtir un cemevi ou même quand ils veulent utiliser dans ce but un espace existant. Ils doivent donc demander l'autorisation de construire ou d'ouvrir un « centre culturel » et pas un lieu de prière. C'est plus ou moins la condition pour obtenir l'autorisation ainsi que des financements publics.  
Depuis les années 1970, l'alévisme a pourtant connu une revitalisation en Turquie, qui a amené à une nouvelle visibilité du mouvement, en particulier via des associations, mais aussi des cemevi. Toutefois, ce renouveau traverse une phase de création architecturale, sans plan ni style précis. Ainsi, à Istanbul, on a transformé parfois d'anciens tekke de l'ordre soufi des Bektachis pour les utiliser comme cemevi et lieu de rencontre. Toutefois, pour Élise Massicard, « la nature des cemevis reste controversée parmi les alévis eux-mêmes: certains y voient une affaire purement religieuse, alors que d'autres les considèrent plus comme des centres culturels ou communautaires. En pratique, la plupart des cemevis font partie d'associations qui organisent également d'autres activités (culturelles et sociales) – de fait, leur signification reste imprécise. »

#### Le cas de la «mosquée-cemevi» de Tuzluçayır
Cette question est intéressante dans la mesure où elle est un indicateur, à travers la construction d'un bâtiment commun, des relations et des tensions entre Alévis et sunnites en Turquie.

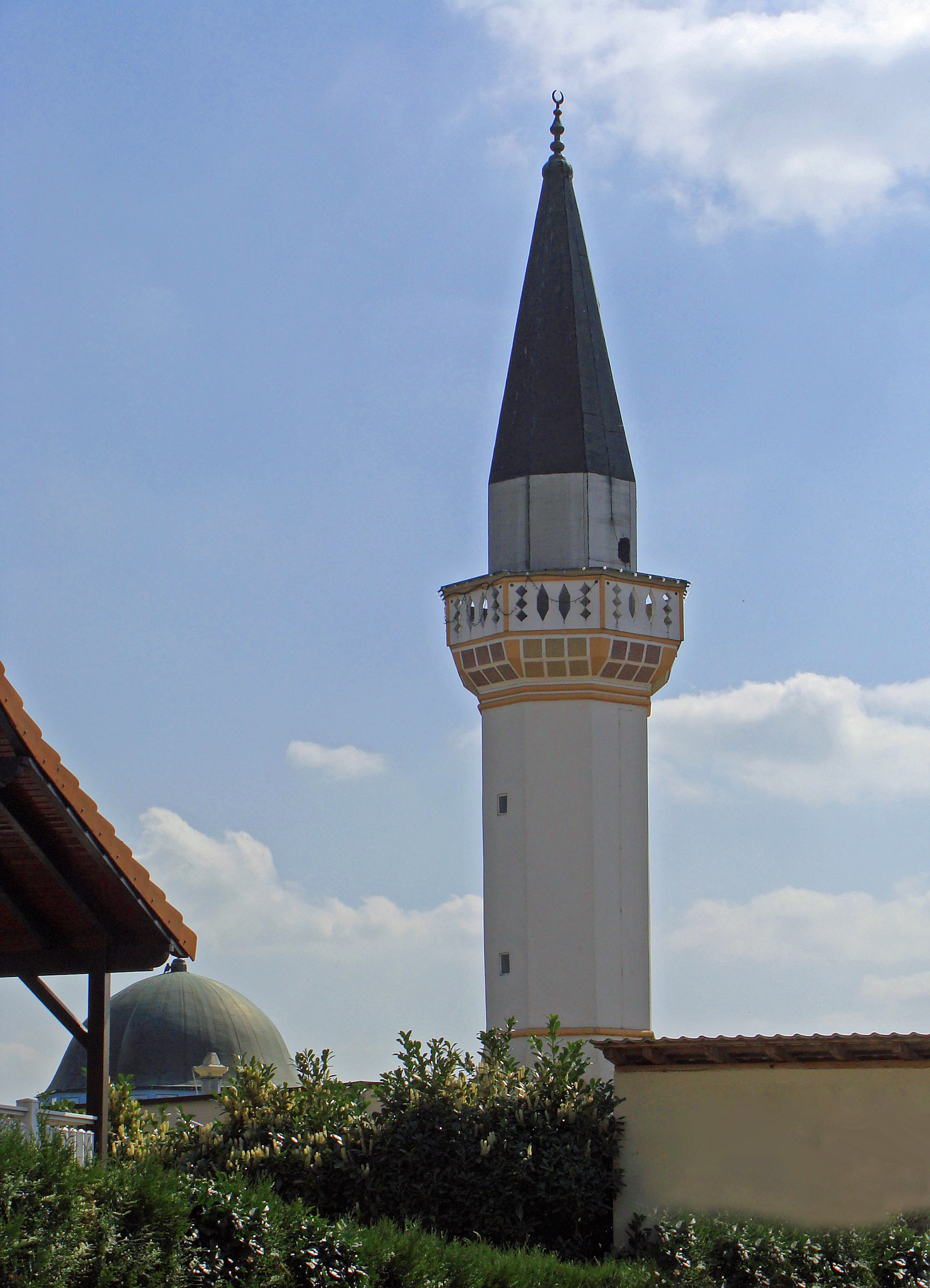
Le minaret de style turc — comme ici dans la Mosquée El Hijra de Farébersviller (France) — est un élément du marquage sunnite de la Turquie, et cela aussi par rapport aux Alévites.

Ce complexe, projeté à Tuzluçayır, dans le district de Mamak à Ankara et qui aurait dû ouvrir en 2013 ou 2014, devait accueillir dans une même enceinte une mosquée sunnite, et un cemevi destiné aux Alévis, avec une cour commune, ainsi des structures communes pour l'administration, la formation et la cuisine,. Toutefois, différents groupes alévis ont protesté contre le projet (qui n'a pas pu être inauguré), organisant des manifestations pour dénoncer un projet marqué, selon eux, par des « pressions assimilationnistes » . En effet, à leurs yeux, l'aspect œcuménique du projet pouvait masquer des objectifs d'assimilation  de la minorité alévie par la majorité sunnite, en particulier dans les domaines de la pratique et de l'identité culturelle. En 2013, on peut lire ceci sur le site bianet.org : « les associations, fondations et fédérations alévis (...) ont souligné [lors d'une réunion] que l'expression « réconcilier les alévis avec les sunnites » était utilisée délibérément, et déclarant que les alévis n'avaient pas de problème avec les sunnites et qu'ils exigeaient des droits de la part de l'État. » Finalement, le projet a été abandonné, à mi-chemin de sa construction,.

#### La question du minaret
En 2022, il reste donc un bâtiment à l'abandon, inachevé, et dont le minaret a été partiellement démonté. La question du minaret a été sensible, car avec la forme élancée et pointue qui lui est spécifique et qui se détache dans le ciel, il constitue un marqueur clair de l'identité musulmane turque, tant dans le pays qu'à l'étranger. 
Mais les Alévis, eux, n'ont pas besoin de minaret: le cem est annoncé à la communauté par d'autres canaux. Et Andersen relève que, avant que les programmes gouvernementaux financent des mosquées dans les communautés rurales alévies, l'absence de minaret pouvait être considérée comme un indicateur visuel d'un village alévi, concluant que « le minaret est donc un marqueur de frontière qui distingue les musulmans à Mamak et dans un contexte plus large ».

## Galerie

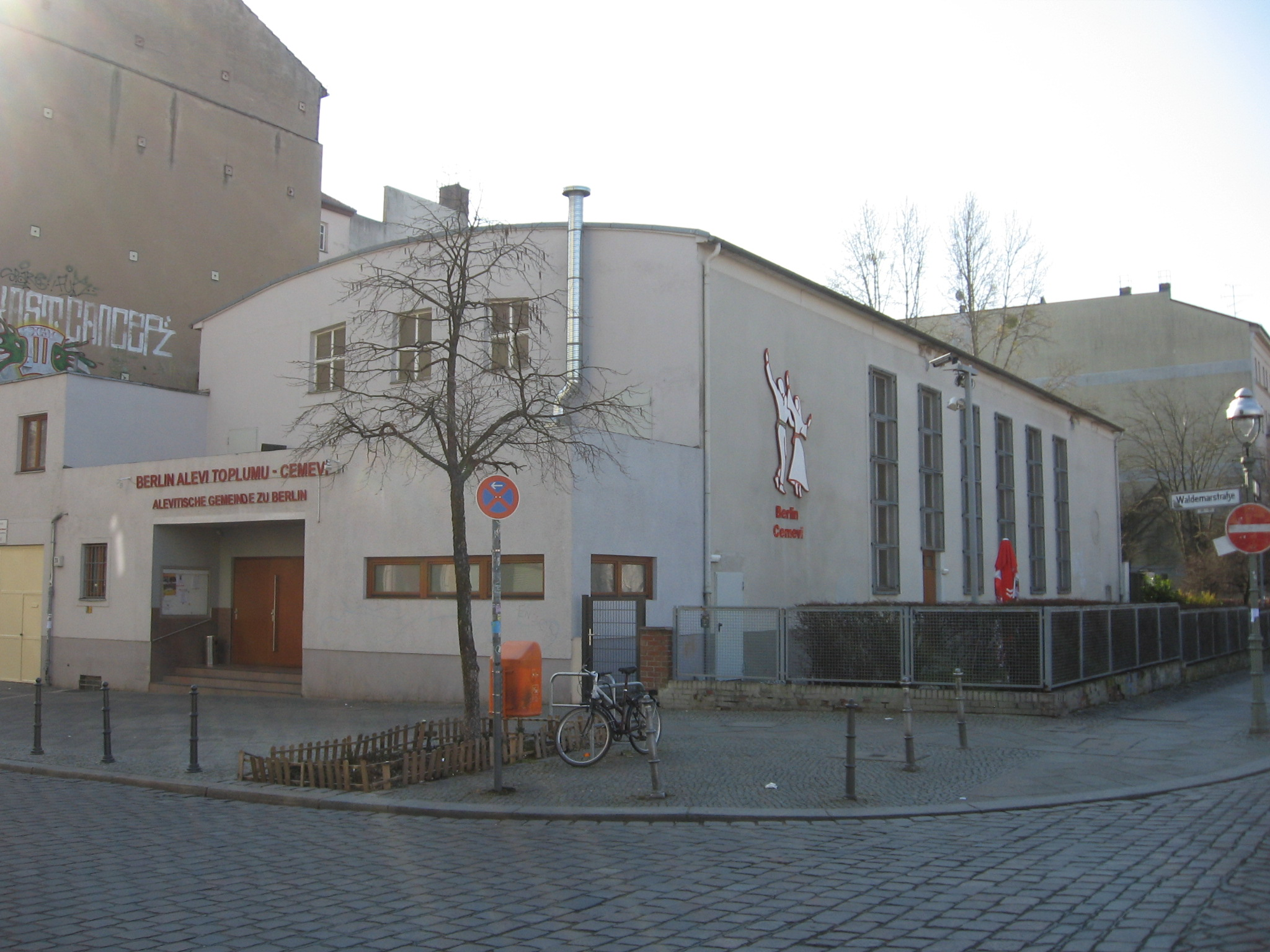
Cemevi à Berlin.
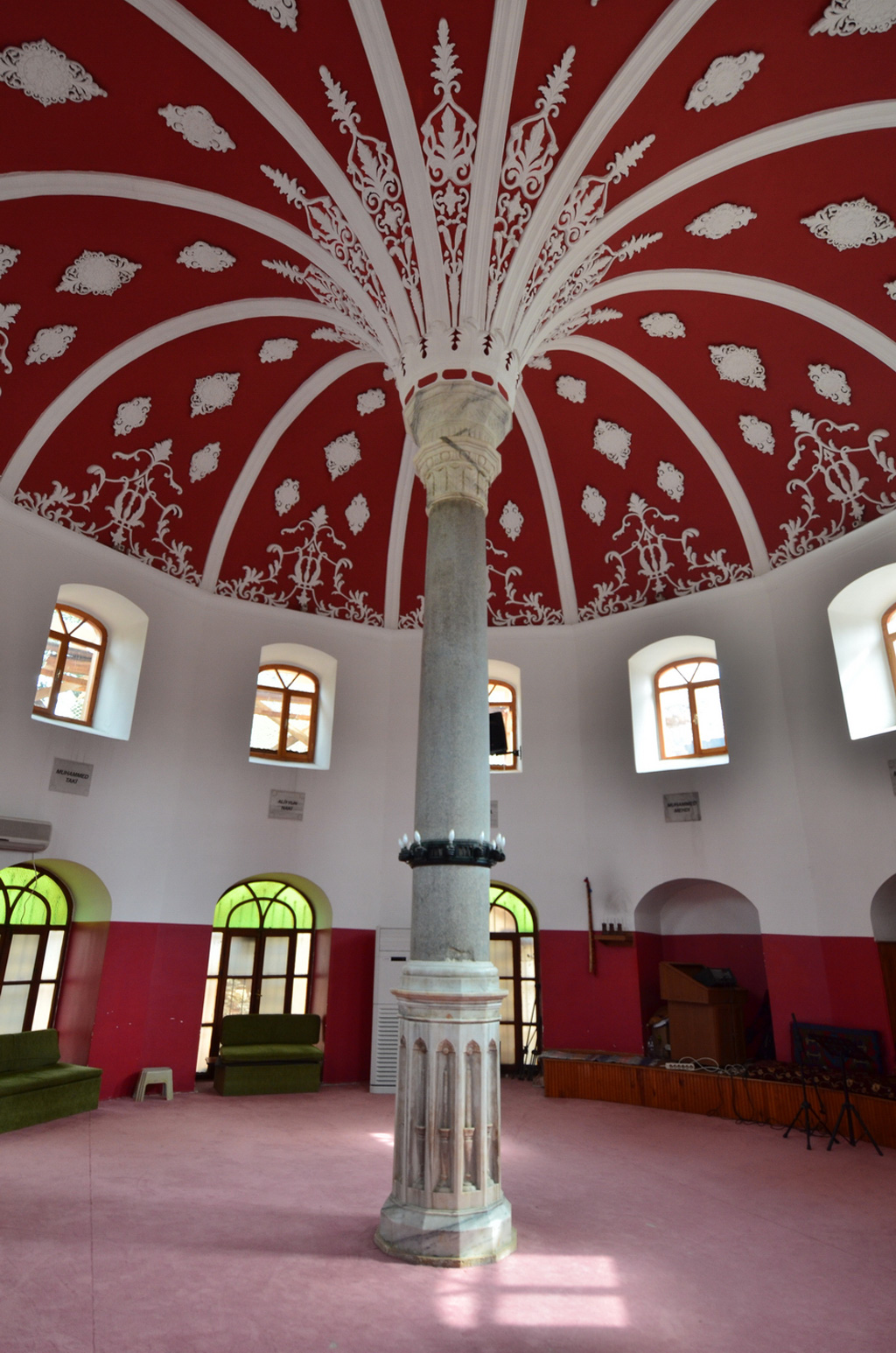
Salle du Şhahkulu Sultan Dergahi Cemevi (ou Shahkulu Sultan Tekkesi) à Istanbul (quartier de Kadıköy), dont la fondation remonte au XIVe siècle.
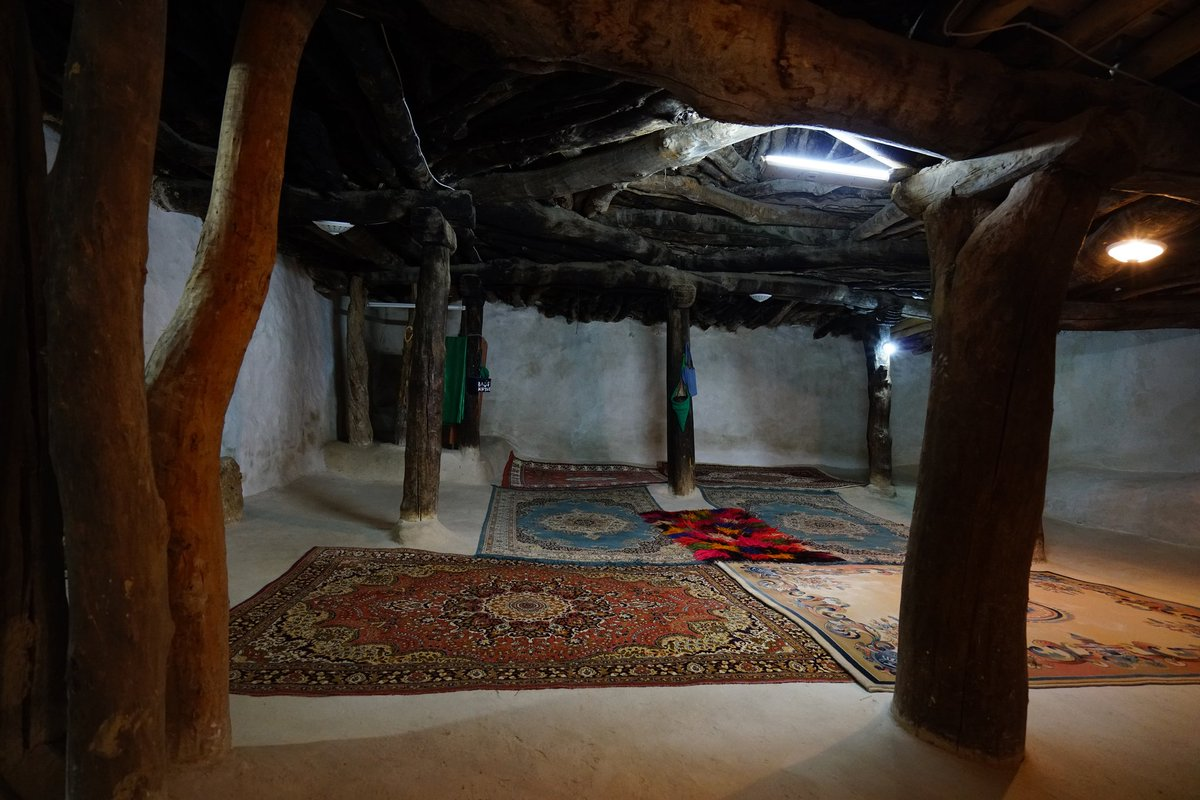
Cemevi du village d'Onar, (district d'Agrapgir, Turquie), qui aurait été fondé par le Şeyh Hasan Oner en 1224[25] (v. Onar (Arapgir) (de)) .